# Predeal-Sărari
Predeal-Sărari est une commune roumaine du județ de Prahova, dans la région historique de Valachie et dans la région de développement du Sud.

## Géographie
La commune de Predeal-Sărari est située dans le nord-est du județ, dans les collines du piémont des Carpates, à 5 km à l'est de Vălenii de Munte et à 32 km de Ploiești, le chef-lieu du județ.
La municipalité est composée des neuf villages suivants (population en 1992) :
- Bobicești (415) ;
- Poienile (426) ;
- Predeal (588), siège de la municipalité ;
- Sărari ;
- Sărățel ;
- Tulburea ;
- tulburea-Vălenii ;
- Vitioara de Sus (708) ;
- Zâmbroaia.

## Politique et administration
| Période                                  | Période  | Identité      | Étiquette | Qualité |
| ---------------------------------------- | -------- | ------------- | --------- | ------- |
| Les données manquantes sont à compléter. |          |               |           |         |
|                                          | 2012     | Dumitru Coman | PSD       |         |
| 2012                                     | En cours | Eugen Troader | PSD       |         |

| Parti | Parti                                      | Sièges |
| ----- | ------------------------------------------ | ------ |
|       | Parti social-démocrate (PSD)               | 8      |
|       | Parti national libéral (PNL)               | 2      |
|       | Alliance des libéraux et démocrates (ALDE) | 1      |

## Religions
En 2002, la composition religieuse de la commune était la suivante :
- Chrétiens orthodoxes, 99,44 %.

## Démographie
En 2002, la commune comptait 2 687 Roumains (99,96 %). On comptait à cette date 2 049.
| 2002  | 2007  |
| ----- | ----- |
| 2 688 | 2 597 |

## Économie
L'économie de la commune repose sur l'agriculture (vergers), l'élevage et l'extraction du pétrole.

## Communications

### Routes
La route régionale DJ219 permet de rejoindre Vălenii de Munte et la route nationale DN1A Ploiești-Brașov.

### Voies ferrées
La gare la plus proche est celle de Vălenii de Munte sur la ligne Ploiești-Măneciu.